# Горизонт (предприятие, Россия)
ОАО "Горизонт" — российское предприятие, разработчик и производитель стационарных средств технического контроля, навигационно-радиолокационных систем и беспилотных навигационных комплексов.

## История
Основан в 1949 году как «Завод радионавигационной аппаратуры». В настоящее время это АО «Горизонт». В течение недолгого времени завод был производственной базой. Однако уже в 1953 году новый конструкторский коллектив разработал и запустил в серийное производство мобильный радиолокационный маяк-ответчик «Знак». Еще через четыре года была разработана самая массовая станция для судов морского и рыболовецкого флотов СССР - НРЛС «Дон».
В 1960-х годах «Горизонт» выпускал уже не только навигационное оборудование и радиолокационное оборудование: для нужд обороны СССР поставлялись корабельные системы управления оружием — система управления торпедной стрельбой «Балкан» и система управления стрельбой для малых кораблей «Рангоут» (4Ц -30). В 1970- х на смену этим комплексам пришли новые изделия производства «Горизонта» - системы управления противокорабельного комплекса «Дунай» (1970-е - 1986), в 1980-х - РЛК обнаружения и сопровождения высокоскоростных низколетящих целей и выдачи целеуказания в арт-комплексы МР-350 («Подкат»), затем система управления противокорабельного ракетного комплекса «Москит» (1982-1995).
Также завод имеет  уникальный продукт сотрудничества российской науки и болгарской промышленности - НРЛС серии «Кивач». Эта станция , разработанная конструкторами «Горизонта» в 1966 году, на протяжении многих лет выпускалась в Народной Республике Болгария. Десятками международных наград, полученных НРЛС «Кивач» на международных выставках, подтвержденными долгими годами практической службы. Начиная с 1967 года станциями серии «Кивач» были оснащены практически все торговые суда стран СЭВ, где они работали без сбоев и нареканий.
За разработку в 1985 году РЛС противоминного наблюдения миллиметрового диапазона «Лиса» и заслуги перед Отечеством коллектив «Горизонта» был награждён орденом Трудового Красного Знамени. Заводом были разработаны и выпускались НРЛС «Лиман» и «Наяда-25М1». А в 1993 году впервые в России была разработана и установлена РЛС обзора летного поля «Аксай».

## Настоящее время
Сегодня это не только навигационные и радиолокационные станции для кораблей и судов, мостиковые системы, но и береговые РЛС («Наяда-5МП», «Буссоль-С»), мобильные и стационарные комплексы технического наблюдения, оптико-электронные комплексы, тепловизионная техника. С 2003 года завод активно занимается разработкой и производством LCD-мониторов промышленного и военного назначения, многофункционального пультового оборудования, рабочих мест операторов. Современные разработки предприятия отличаются не только техническим новаторством, но и актуальностью. В 2004 году предприятие отмечено дипломом «За разработку и внедрение в служебно-боевую деятельность пограничной службы ФСБ России перспективных средств охраны государственной границы» от Федеральной службы военно-технического сотрудничества Российской Федерации, а также дипломом 1 степени международного конкурса «Национальная безопасность» и медаль «Гарантия качества и безопасности».
В 2007 году автономный пост технического наблюдения за надводной обстановкой «Рубеж» был удостоен Кубка лидера и диплома 1 степени. В 2008 г. «Горизонт» представил свою новую разработку-мобильный патрульный комплекс оптико-электронного наблюдения «Патриот-Ортикон» - и был награждён дипломом «За достойный вклад в обеспечение региональной безопасности». 2009 год - пополнение линейки специальных стационарных средств технического наблюдения новыми комплексными решениями. 2010 год - организация совместного производства Мобильных комплексов технического контроля "Патриот-ОКАПИ-Ровер" в Бразилии. 2011 год - кубок 1 степени за разработку и производство Беспилотного авиационного комплекса "Горизонт Эйр S-100" от ПС ФСБ России.

## Санкции
16 июня 2022 года предприятие включено в санкционный список Великобритании в рамках санкций против нарушения прав человека и международного гуманитарного права в Мьянме. Власти Великобритании отмечают что предприятие «отвечает за поставку и обслуживание самолетов для вооруженных сил Мьянмы с момента переворота в феврале 2021 года. Таким образом, ОАО «Горизонт» участвовало и участвует в поставках товаров двойного назначения для использования вооруженными силами Мьянмы».
2 августа 2022 года, из-за вторжения России на Украину, «Горизонт» включён в санкционный список Канады «за содействие и поддержку неспровоцированного и необоснованного вторжения России на Украину». 19 октября 2022 года предприятие включено в санкционный список Украины «в ответ на всеобъемлющее вторжение российских войск».

## Деятельность

### Изделия
- беспилотные авиационные комплексы;
- мобильные радиолокационные и оптико-электронные патрульные комплексы;
- стационарные и мобильные береговые и сухопутные комплексы технического контроля;
- оптико-электронные модули и комплексные системы;
- радиолокационные комплексы обеспечения контроля надводной обстановки прибрежных акваторий;
- системы управления движением судов (СУДС);
- корабельные радиолокационные и навигационные станции освещения надводной обстановки;
- электронные картографические навигационно-информационные системы (ЭКНИС);
- интегрированные навигационные системы (ИНС);
- корабельные мостиковые системы;
- промышленные LCD мониторы 40 типоразмеров;
- системы управления техническими средствами корабля;
- автоматизированные рабочие места и многофункциональные пульты с сенсорным управлением.

### Страны экспорта
Бразилия,  Китай,  Алжир,  Греция,  Индия,  Республика Корея,  Украина,  Вьетнам,  Казахстан,  Туркменистан,  Куба.